# Pierre Mertens
Pierre Mertens (Sint-Agatha-Berchem, 9 oktober 1939 – Watermaal-Bosvoorde, 19 januari 2025) was een Belgisch schrijver en advocaat in internationaal recht. Daarnaast was hij actief als criticus bij Le Soir en als directeur van het Centre de sociologie de la littérature aan de Université libre de Bruxelles.

## Biografie
Pierre Mertens was de zoon van een journalist en zijn moeder was biologe. Beiden waren muziekliefhebbers en -beoefenaars en dit weerspiegelt zich in bepaalde werken van hem. Mertens was onder de indruk van Franz Kafka's werk en publiceerde zijn eerste eigen roman in 1969. Voor Les éblouissements kreeg hij in 1987 de Franse Literatuur prijs Prix Médicis. In 1989 werd hij lid van de Académie royale de langue et de littérature françaises de Belgique en Chevalier in de Franse Orde van Kunst en Letteren. In zijn werken is de invloed van sociale en historische gebeurtenissen terug te vinden: de Duitse bezetting, de terechtstelling van de Rosenbergs, de mijnramp van Marcinelle, de genocide in Biafra, en de gevangenneming van Pinochet.
In 1995 publiceerde hij Une paix royale, een fictief verhaal over het Belgische koningshuis waarin realiteit en fictie werden gemengd. Door Lilian Baels en Alexander van België werd hij voor de rechter gedaagd, waarna hij enkele passages moest verwijderen in de volgende edities. Hij kreeg er wel de Jean Monnet-prijs van de Europese Gemeenschap voor.
In 2007 werd hij opnieuw voor de rechter gedaagd op beschuldiging van laster en eerroof, omdat hij in december 2007 in de krant Le Monde en vervolgens in het weekblad Knack, een uitspraak van Bart De Wever over de verontschuldigingen betreffende de Jodenvervolging uitgesproken door het Antwerpse Stadsbestuur, negationistisch had genoemd. Wellicht was de actie van De Wever slechts symbolisch omdat in België al meer dan 70 jaar niemand door het Hof van assisen werd veroordeeld wegens laster binnen het kader van de persvrijheid. De zaak werd naar de correctionele rechtbank verwezen en begon aan te slepen. In februari 2011 werd ze uitgesteld tot 13 december 2011. Het openbaar ministerie was toen van oordeel dat de zaak verjaard was, maar Mertens drong aan op behandeling. Op 14 februari 2012 heeft de correctionele rechtbank besloten dat de zaak verjaard is.
Als advocaat was hij actief op het vlak van mensenrechten en internationaal recht.
Mertens overleed op 19 januari 2025 op 85-jarige leeftijd.

## Zijn publicaties
- L’Inde ou l’Amérique - 1969
- Le Niveau de la mer - 1970
- L’Imprescriptibilité des crimes de guerre et contre *l’humanité - 1974
- Les Bons offices - 1974
- Terre d’asile - 1978
- Nécrologies - 1979
- La Fête des anciens - 1983
- Terreurs - 1983
- Perdre - 1984
- Berlin - 1986
- Les éblouissements - 1987, bekroond met Prix Médicis]
- Uwe Johnson, le scripteur de murs - 1989
- L’Agent double - 1989
- Lettres clandestines - 1990
- Les Chutes centrales - 1990
- Les Phoques de San Francisco - 1991
- Flammes - 1993
- Une paix royale - 1995
- Collision et autres nouvelles - 1995
- Tout est feu - 1999
- Rilke ou l'ange déchiré - 2001
- Perasma - 2001
- Écrire après Auschwitz ? - 2003
- La violence et l'amnésie - 2004
- Les chutes centrales - 2007
- Le don d'avoir été vivant - Éditions Écriture, 2009